# Роман-фельетон
Рома́н-фельето́н — жанровая разновидность крупной литературной формы: художественное произведение, издаваемое в периодическом печатном издании в течение определённого периода времени в нескольких номерах.

## Возникновение
Дополнение «фельетон» роман получает благодаря французским издателям Жюльену Луи Жоффруа и Луи-Франсуа Бертену, в 1800 году введшим в их парижскую газету Journal des Débats рубрику feuilleton (или подвал), в которой публиковалась не попавшая в другие рубрики информация. Впервые роман-фельетон начали издавать во Франции во второй половине 1830-х годов, в ежедневных газетах Эмиля Жирардена «Век» и «Пресса», а также в вышеупомянутом Journal des Débats и ежедневной политической газете Le Constitutionnel.
Так, Луи Верон, журналист и публицист, в 1835 году отказался от прибыльной должности директора Гран-опера, став главным собственником газеты Le Constitutionnel. Верон смог сделать газету популярной, предложив читателю роман с продолжением. Андре Моруа в «Трёх Дюма» писал: «годовая подписка стоила всего сорок франков, поэтому в подписчиках и объявлениях не испытывалось недостатка, но подписчиков надо было не только завоевать, но и удержать. Лучше всего этого можно было достичь публикацией „захватывающего“ романа-фельетона — то есть романа, печатающегося подвалами из номера в номер. Формула „Продолжение следует“ (фр. À suivre), которую изобрёл в 1829 году доктор Верон для „Ревю де Пари“, стала могучей движущей силой журналистики».

## Во Франции
Начало жанру положили произведения «Графиня Солсбери» А. Дюма (1836), «Старая дева» О. де Бальзака (1836), «Мемуары дьявола» Фредерика Сулье (1837). «Старая дева», по мнению большинства литературоведов, стало первым произведением, в котором был опробован новый способ публикации, но которое ещё не было собственно романом-фельетоном.
В 1838 году «Капитан Поль» Дюма (роман с захватывающей интригой, написанный в подражание «Лоцману» Фенимора Купера) за три недели принёс «Ле Сьекль» больше пяти тысяч новых подписчиков. После этого Дюма стал кумиром всех директоров.
«La Presse» Э. Жирардена, «Le Siècle» А. Дютака, «Le Journal des Débats» и многие другие быстро поняли всю выгоду данных публикаций, влиявших на рост тиража. Все они с 1836—1837 годов имели свои романы-фельетоны. Писатели также видели выгоду в данном предприятии. Но в некоторой степени литература стала страдать от давления, оказываемого редакторами газет на их произведения. Так, например, Э. Жирарден отказался печатать «Торпеду» О. Бальзака, посоветовав ему «выбрать другой сюжет, который понравится всем и, может быть, даже станет полной противоположностью предыдущих».
Наибольшую популярность газетам приносили романы Ж. Санд, Э. Сю, А. Дюма-отца, Фредерика Сулье, Жюля Сандо. По мере публикации романа-фельетона в периодике автор уже составлял отдельные тома из напечатанных глав, а издатели выпускали их в свет.
В 1840-х годах появились «Парижские тайны» и «Вечный жид» Эжена Сю, «Лондонские тайны» и «Полночная расписка» Поля Феваля, «Три мушкетёра» и «Граф Монте-Кристо» А. Дюма, в этой форме печатался роман Анри Мюрже «Сцены из жизни богемы» (с 1845); в 1850-х годах и позднее так публиковались авантюрные романы Понсона дю Террайля про Рокамболя.
После романа Сю вышла масса разных «тайн» — марсельские, австрийские, петербургские и т. п. Белинский называл «Парижские тайны» европейской Шахерезадой. Критик отмечал, что «в целом роман нелепый, его злодеи смешны и посредственны в сравнении с диккенскими».
В статье «Литературный меркантилизм» («Нувель Литерер», 4 октября 1930 года) Ж. А. Росни замечал, что роману «Парижские тайны» сопутствовал огромный успех, который «даже спустя сорок лет он повергал в изумление издателя», и под влиянием романа и его успеха В. Гюго писал «Отверженных». Во время печатания романа Сю в Constitutionnel число подписчиков поднялось с 3000 до 40 000, в читальнях выстраивались очереди, не знающим грамоты читали вслух портье и соседи.
Коллективное чтение вслух набирало популярность: «между 1840 и 1850 гг. женщины собирались в комнате консьержки, а мужчины в кафе, чтобы вместе читать роман-фельетон».
В последней трети XIX века этот жанр усилиями Понсон дю Террайля, Поля Феваля, Эмиля Габорио, Пьера Сувестра и Марселя Аллена, и др. стал излюбленной формой развлекательной, массовой литературы. Так, Габорио в своих романах «Досье № 113», «Преступление в Орсивале», «Месье Лекок» делает попытку, заимствуя некоторые приёмы и методы романа-фельетона, положить в основу сюжета «детективную» историю, так родился французский детективный роман. В начале XX века роман-фельетон во Франции отделяется от детективного романа, спускается в более низкий разряд дешёвой лубочной литературы, а собственно детектив отныне именуется «полицейским романом». Роман-фельетон в свою очередь попытался использовать детективный сюжет и приёмы, приспособив их для авантюрно-приключенческих серий. Образцом такого рода продукции может служить серия «Фантомас», созданная в 1911—1913 годах Пьером Сувестром и Марселем Алленом, повествующая о поединке таинственного и неуловимого Фантомаса с ограниченным законами комиссаром Жювом и его помощником Фандором.

## В России
В России роман-фельетон возник в 1840-х годах и имел популярность до конца XIX века. Яркими представителями жанра, впервые опубликованными в России, стали романы Ф. В. Булгарина «Петербургские нетайны (небывальщина вроде правды, из записок петербургского старожила)» (1843) и «Счастье лучше богатырства» (в соавторстве с Н. А. Полевым, 1845, неоконч.). Ответом на полемику, предшествовавшую и сопутствовавшую созданию «Счастья...», явился роман-фельетон Н. А. Некрасова «Жизнь и похождения Тихона Тростникова» (1843–1846, неоконч.). Также следует назвать в этом ряду «Петербург днём и ночью» Е. П. Ковалевского (1845). Энциклопедический словарь Брокгауза и Ефрона отмечал, что Н. Д. Ахшарумов «стремился доставить читателю интересное и занимательное чтение, и потому [его произведения] отличаются фантастичностью сюжета, живостью рассказа и необычайными положениями героев».
Наиболее значительным произведением Крестовского В. М. считается роман «Петербургские трущобы», написанный под влиянием и при поддержке Н. Г. Помяловского. Роман публиковался в журнале «Отечественные записки» (1864—1866).
В 1931 году русский и французский литератор В. С. Познер отмечал, что романы Достоевского в культурном отношении восходят к романам-фельетонам типа Э. Сю, что, по мнению Антонио Грамши, доказывает, что определённые культурные течения (нравственные мотивы и интересы, идеологии и т. д.) могут иметь двоякое выражение в литературе: «чисто механическое, ограничивающееся сенсационной интригой (Сю и другие), и „лирическое“ (Бальзак, Достоевский, отчасти В. Гюго)».
В 1864 году в журнале «Эпоха» Николаем Страховым было напечатано письмо критика А. А. Григорьева к М. М. Достоевскому, в котором Григорьев упрекал последнего в том, что он не сумел удержать брата «от фельетонной деятельности» и загонял «как почтовую лошадь». В связи с этим Ф. М. Достоевский был вынужден выступить со специальным опровержением обвинений Григорьева в адрес своего старшего брата. Согласившись с определением Григорьева, назвавшего «Униженные и оскорблённые» «фельетонным романом», Достоевский возложил вину на свой обычный способ писания: «Если я написал фельетонный роман (в чём сознаюсь совершенно), то виноват в этом я и один только я. Так я писал и всю мою жизнь, так написал всё, что издано мною, кроме повести „Бедные люди“ и некоторых глав из „Мертвого дома“». Достоевский ценил произведения Сулье и Сю за содержащиеся в них яркие реалистические картины жизни общества и за их авантюрную занимательность. Он писал, что не только о Бальзаке и Гюго, но и о создателях французского романа-фельетона 1840-х годов «наша критика начиная с сороковых годов» отзывалась слишком «свысока». Но вместе с тем так же, как Белинскому, «Граф Монте-Кристо» представляется Достоевскому не романом, но «сказкой», а Сю он считал писателем «недалёким» и относил к числу тех французских писателей-«декораторов», которые «мажут, а не пишут» (Письма, I, 75, 78). «У нас почти нет повести, которая бы не составлялась на более или менее подробном изучении жизни; в иностранной же, особенно во французской литературе, ещё сплошь да рядом пишутся романы без малейшего признака наблюдательности, в прежнем романтическом вкусе. Дюма и Феваль у нас невозможны», — писал в 1864 году журнал Достоевского «Эпоха».
Э. Сю в «Парижских тайнах» (или его последователь в русской литературе 1860-х годов В. Крестовский в «Петербургских трущобах», 1864—1867) стремился чисто внешним путём сочетать в своих романах бытовые зарисовки из жизни городского «дна» с искусственно сочинённой романистом авантюрной фабулой. Достоевский же для своих романов стремился извлечь из гущи современной ему общественной жизни такие сюжеты, которые позволяли бы романисту выразить своё понимание самого существа современной ему исторической действительности.
Роман «Двенадцать стульев» Ильи Ильфа и Евгения Петрова, написанный в 1927 году, был опубликован в художественно-литературном журнале «Тридцать дней» (№ 1—7), а их же «Золотой телёнок» также опубликован был в журнале «Тридцати днях» (1931, № 1—7, 9—12). С мая 1931 года «Золотой телёнок» печатался в парижском эмигрантском журнале «Сатириконъ», которые[кто?] являются большими фельетонами, или даже романами в фельетонах.

## В Англии
Жанровая форма романа-фельетона широко использовалась Чарльзом Диккенсом. Сочетая прерывистость фельетонной формы с романом как «длящейся историей», Диккенс эксплуатировал читательскую потребность в продолжении действия. Писатель продумывал построение своего нарратива и старался, чтобы каждый месячный «фельетон», являясь частью целого, был в то же самое время и самостоятельным фрагментом романа, что облегчало его восприятие читателями. Чтобы интерес читателей поддерживался от выпуска к выпуску, Диккенс использовал главный приём этой жанровой формы — каждый из «фельетонов» должен был прерываться на «интересном месте» (фабулистическая пауза, клиффхэнгер). В романе «Жизнь и приключения Николаса Никльби» несколько параллельно развивающихся и перекрещивающихся сюжетных линий укладываются в рамки глав и месячных выпусков, с помощью которых Диккенс структурирует содержание своей книги. Кроме того, закономерности романов-фельетонов приводила к тому, что писатель внимательно отслеживал количество проданных экземпляров журналов и отзывы читателей. В зависимости от них автор развивал сюжет, вводил новых персонажей. Диккенс очень умело пользовался этой системой, вводя в сюжет своих любимых комических персонажей или добавляя мелодраматичности в свои сюжеты.
Роман-фельетон «Тайна Ноттинг Хилла» Чарльза Феликса признаётся многими первым образцом детективного жанра, печатаясь частями в журнале «Once a Week» в 1862—1863 годах (под псевдонимом Чарльз Феликс писал, скорее всего, адвокат Чарльз Уоррен Адамс, безусловно, знавший специфику сыщицкой работы). Роман написан в форме чередующихся дневниковых записей, семейных писем, протоколов допросов свидетелей, криминологических доказательств и схем места преступления. Роман был переиздан издательством Британской библиотеки — почтенным культурным институтом, задачей которого является сохранение и поддержка британской литературы.

## В Германии
В Германии большим успехом пользовался роман Георга Верта «Leben und Thaten des berühmten Ritters Schnapphahnski», публиковавшийся с августа 1848 по январь 1849 года. В 1850 году газета Kölnische Zeitung публиковала романы Фридриха Гаклендера «Namenlose Geschichten» и Левина Шюкинга «Der Bauernfürst» (один из наиболее плодовитых германских писателей XIX века).

## В Чехии
В 1922 году на страницах пражской газеты «Lidové noviny» в качестве романа-фельетона была опубликована фантастическая антиутопия К. Чапека «Фабрика абсолюта».

## Характеристика
Названия глав в романе-фельетоне не резюмируют действие и не столько объясняют его смысл, сколько подогревают интерес, названная и выделенная глава может не иметь единства, а не названный эпизод может быть автономным рассказом внутри основного повествования. Сочетая прерывистость фельетонной формы с романом как «длящейся историей», писатели эксплуатируют читательскую потребность в продолжении действия. То есть чтобы роман стал «фельетоном», недостаточно просто разделить повествование на фрагменты и отдать в печать, требуется определённая нарративная стратегия, создающая определённый ритм повествования и ритм романной интриги. По мнению Ж.-К. Азумея, одного из авторов статьи «фельетон» в Международном словаре литературных терминов, для романа-фельетона прежде всего важен тип рассказывания, а не предмет рассказа, соглашение читателя с повествованием — часть внутренней организации произведения, а не тип референции.
Не менее важно для определения специфики этого жанра взаимоотношение повествователя с читателем, которое устанавливается внутри романного текста. Современная теория литературы предлагает достаточно большой выбор терминов «для обозначения читателя как конструкта эстетического объекта», в данном случае — литературного произведения: «абстрактный читатель» (Я. Линтвельт), «образцовый читатель» (У. Эко), «имплицитный читатель» (В. Изер), «концептуальный, феноменологический читатель» (А. Компаньон), всякий раз отмечая его несовпадение, но и определённое созвучие с читателем «эмпирическим», «реальным», «историческим». Форма романа-фельетона требовала от автора общедоступности, способности заинтересовать и держать в напряжении широкую демократическую читательскую аудиторию, создавать сильные и запоминающиеся характеры и ситуации; она вызывала необходимость в быстрой и динамичной фабуле, неожиданных перипетиях и поворотах в развитии действия.